# Teologia

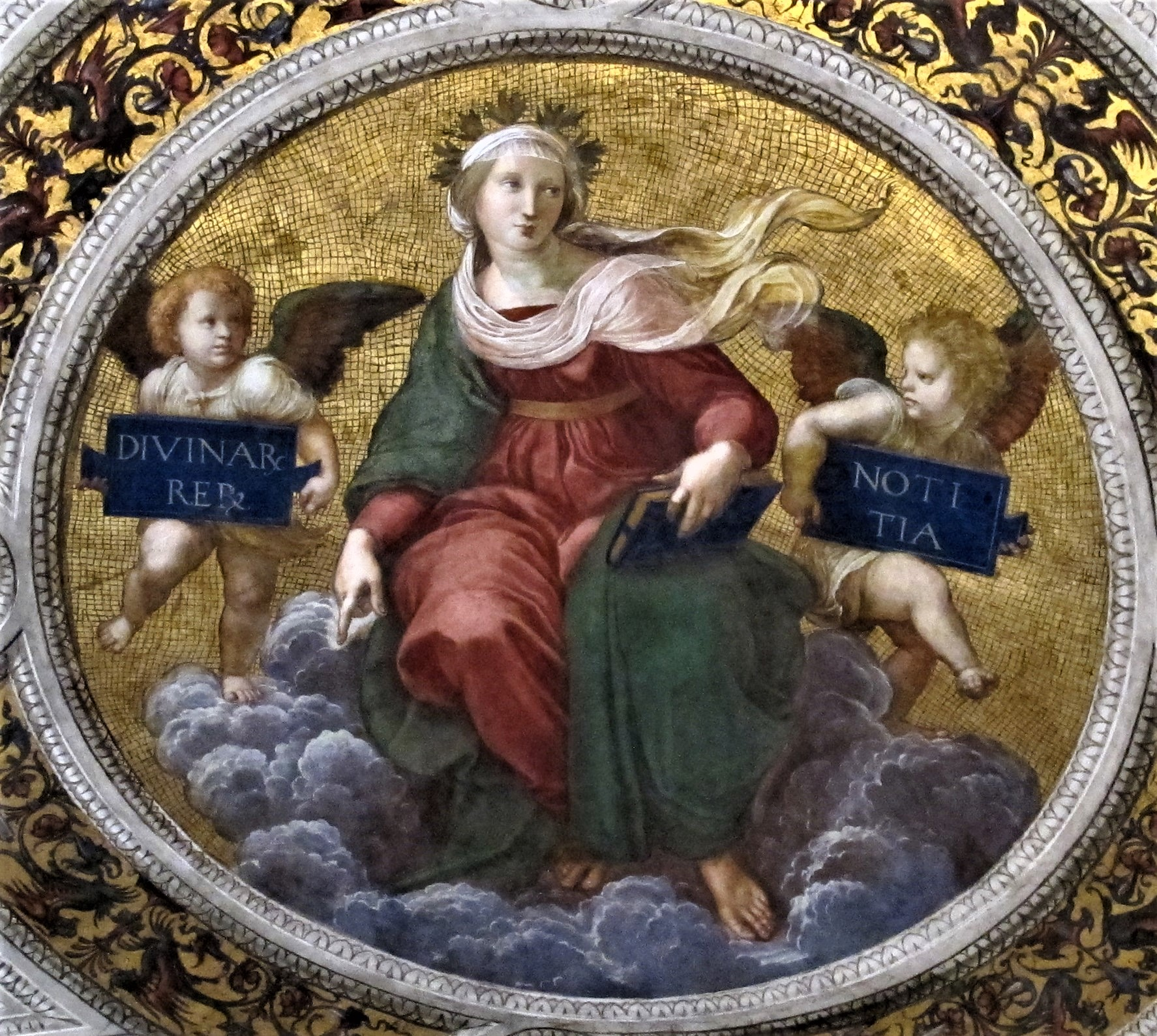
Allegoria della Teologia, in un affresco di Raffaello Sanzio sul soffitto della Stanza della Segnatura a Roma (1511): è definita dalla scritta sorretta dai due putti come Divinar[um] Rer[um] Notitia, ossia «rivelazione delle cose divine».

La teologia (dal greco antico θεός, theos, Dio e λόγος, logos, "parola", "discorso", o "indagine") è una disciplina religiosa che studia Dio o i caratteri che le religioni riconoscono come propri del divino in quanto tale.

## Origine del termine
Il termine "teologia" (θεολογία, theología) compare per la prima volta nel IV secolo a.C. nell'opera di Platone "La Repubblica" (II, 379 A):
(Platone, Repubblica, II, 379 A)

## Lateologiagreco-romana
Per teologia greco-romana si intende l'indagine razionale sulla natura del Divino operata dai filosofi e teologi di cultura greca e romana a partire da Talete (VII secolo a.C.) fino alla chiusura delle scuole filosofiche e teologiche non-cristiane avvenuta nel 529 d.C. con la pubblicazione del Codex Iustinianus voluto dall'imperatore cristiano Giustiniano e con la conseguente scomparsa di ogni forma di studio teologico o pratica religiosa "classica".
Nel contesto della cultura greca la "teologia" è propria della fisica (nel significato greco antico del termine), della metafisica e dell'ontologia.
Già la fisica presocratica fu "teologia" in quanto il principio primo (Archè) ingenerato (agénetos) ed eterno (aìdios) ricercato da questi autori, ed alla base di ogni cosa, era considerato come il "Divino" immortale" e "indistruttibile". L'acqua, l'aria, il fuoco indagati dai filosofi presocratici non corrispondono quindi agli elementi fisici della concezione moderna ma a veri e propri principi teologici. Allo stesso modo la "fisica" greco-antica non ha nulla a che vedere con la fisica moderna.
Talete (640-547), secondo quanto riporta Diogene Laerzio, era convinto che il principio originario fosse l'acqua, con cui l'universo era stato costruito da Dio, essere increato, senza inizio né fine. Con Senofane (570 a.C.–475 a.C.), già nel VI secolo a.C. la teologia presocratica conduce una critica precisa all'antropomorfismo della mitologia, ma attribuisce anche agli dèi le nefandezze proprie di alcune condotte umane o il fatto che essi possano risultare mortali, identificandoli infine con i fenomeni naturali.
Con Protagora (486 a.C.–411 a.C.) si affaccia il primo agnosticismo teologico, poiché riguardo agli Dèi egli afferma di non poter sapere né che esistano né che non esistano, ma anche con Crizia (460 a.C.-403 a.C.) la denuncia delle divinità come "invenzione" allo scopo di far rispettare le leggi imposte dal potere politico, introdotte sotto forma di demoni capaci di essere onnipresenti ed onniscienti riguardo alla condotta umana.
Socrate (469 a.C.-399 a.C.), come riporta Senofonte nei Memorabili, fu particolarmente votato all'indagine sul "Divino": volendolo svincolare da ogni interpretazione precedente lo volle caratterizzare come "bene", "intelligenza" e "provvidenza" per l'uomo. Egli affermava, come sostiene Platone, di credere in una particolare divinità, figlia degli dèi tradizionali, che indicava come dáimōn: uno spirito-guida senza il quale ogni presunzione di sapere è vana. In Socrate infatti ricorre spesso il tema della sapienza divina più volte contrapposta all'ignoranza umana. Concetto ribadito anche a conclusione della sua Apologia scritta da Platone, dove la sorte dopo la morte è forzatamente oscura, tranne che al dio.

### Teologia platonica

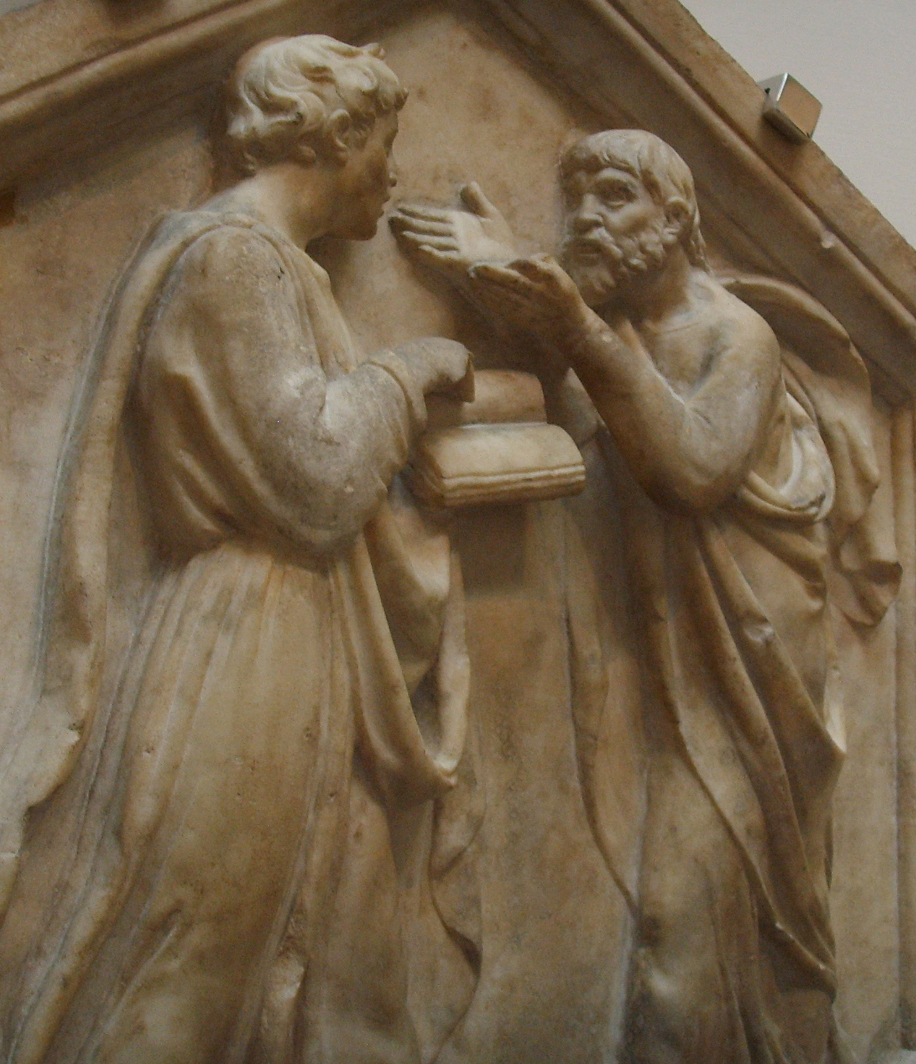
Platone e Aristotele, particolare della formella del Campanile di Giotto di Luca della Robbia, 1437-1439, Firenze

La prima teologia definita ed espressa in termini esaustivi può essere considerata la speculazione di Platone (427 a.C.-347 a.C.) nella sua generalità. L'oggetto della dialettica colloquiale platonica è sempre il divino nelle sue varie forme: Platone non è solo il coniatore stesso del termine theología, ma anche il primo grande "teologo" dell'antichità classica, riconosciuto anche dal più grande dei teologi dell'occidente cristiano, Agostino d'Ippona, che nell'VIII libro di De Civitate Dei assegna a Platone la palma della teologia prima di Cristo.
Il principale contributo di Platone alla "teologia" è la scoperta della trascendenza attraverso la «seconda navigazione», ossia attraverso la forza dell'intelletto in contrapposizione all'illusione empirica dei sensi. Per "seconda navigazione" nell'antichità si indicava la navigazione per mezzo dei remi, utilizzata quando al calare dei venti le vele divenivano inutili e venivano ammainate; con questa metafora Platone vuole suggerire il fatto che l'indagine empirica per mezzo dei sensi è inadatta ed occorre procedere con l'intelletto che conduce verso il mondo delle idee.
All'origine del nostro mondo sensibile Platone pone il Demiurgo (δημιουργός) il quale plasma la realtà caotica materiale guardando il mondo delle idee. Ciò che spinge il Demiurgo ad agire in questo modo è il Bene che egli rappresenta. Il Demiurgo è inferiore al mondo delle idee ma superiore all'anima del mondo e alle altre anime che produce insieme agli dèi inferiori. Il Demiurgo media tra il mondo delle idee e il mondo sensibile. Le idee sono il Divino impersonale mentre il Demiurgo è il Dio personale, che è "buono":
(Platone Timeo (29 E, 30 A))
Alcuni studiosi ritengono che il cuore della Teologia platonica non risieda nella dottrina delle Idee ma in alcuni insegnamenti non riportati nelle opere scritte e che è possibile desumerli per via indiretta grazie alle polemiche su queste operate da Aristotele nella Metafisica (Libri I, XIII e XIV) e dai suoi commentatori Alessandro di Afrodisia e Simplicio. In base a questo ritengono che per Platone l'intera realtà (quindi sia quella sensibile che quella del mondo delle Idee) è il risultato di due Principi primi: l'Uno e la Diade. Tale concezione, di tipo pitagorico, intende l'Uno (il Bene dei dialoghi) come tutto ciò che unitario e positivo mentre la Diade, ovvero il mondo delle differenze e della molteplicità, genera il disordine. Le Idee "procedono" da questi due Principi partecipando dell'unità distinguendosene per difetto o per eccesso; poi, le stesse Idee entrano in relazione con la materia e generano le cose sensibili, che partecipano dell'Idea corrispondente e se ne differenziano secondo la Diade, sempre per eccesso o per difetto. Ne consegue che le stesse Idee sarebbero "generate", forse ab aeterno; il bene, poi, nel mondo sensibile, dove non può esservi unità ma solo molteplicità, consiste nell'armonia delle parti, come si evince anche dai dialoghi.

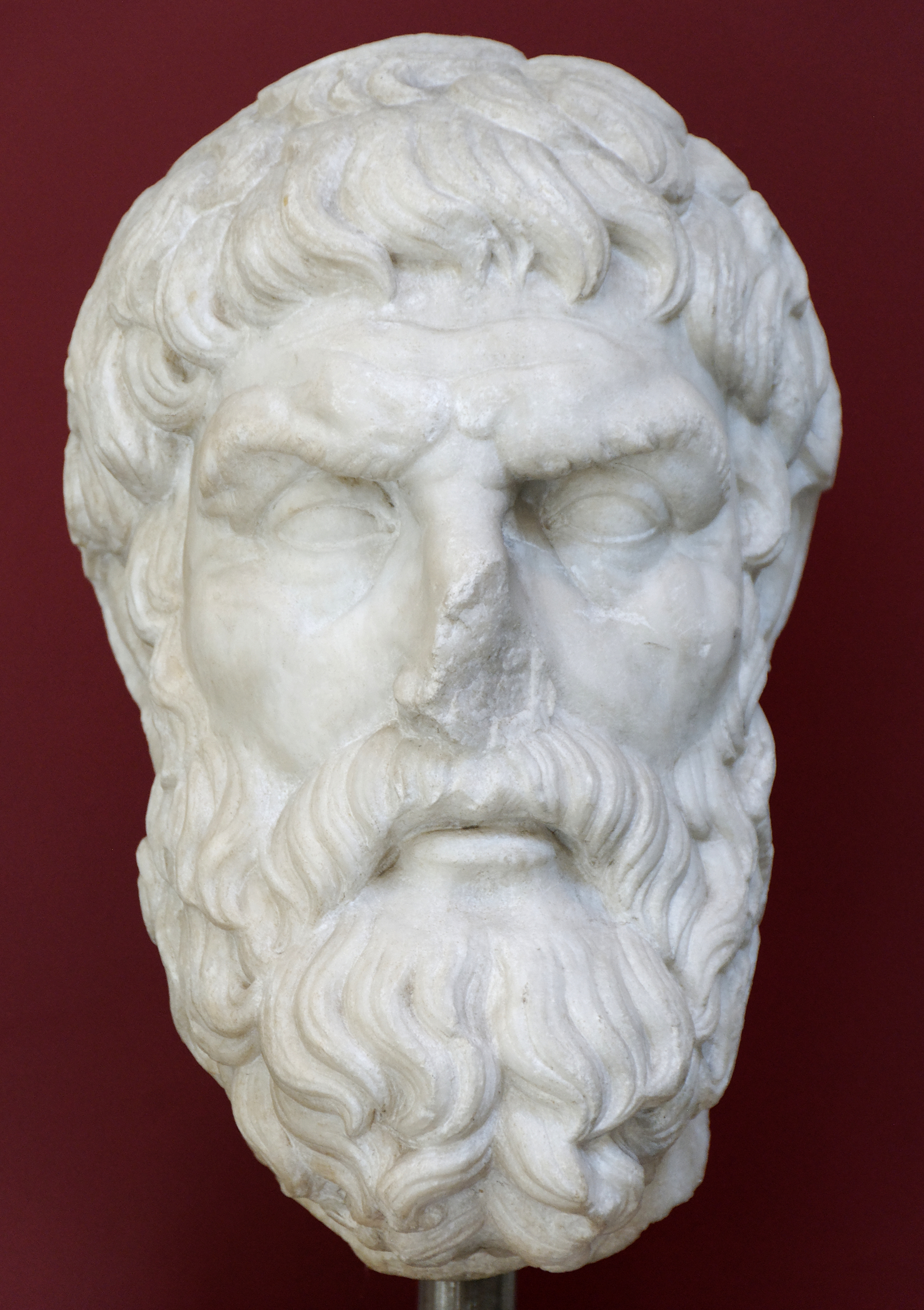
Epicuro, copia romana dell'originale greco (conservata al Museo Nazionale Romano.

Mentre Platone analizza il divino sotto diverse forme, dandone tutta una serie di elementi e attributi che permettono di circoscrivere il contorno entro il quale opera la teologia, ma senza fissarla, Aristotele ne dà invece una definizione più precisa, ponendola al vertice delle attività umane e ponendovi in subordine la matematica e la fisica come scienze di più basso profilo. Egli indica la sua ricerca "metafisica" come "teologia", ovvero come "filosofia prima", la filosofia più elevata che si occupa dell'"essere in quanto essere" ovvero dell'Ousìa (Οὐσία) nel suo significato più stretto, ovvero nel significato di essere divino. Nel suo percorso speculativo egli identifica la "divinità prima" come il "primo motore" correlato con il Bene e separato dal Mondo.

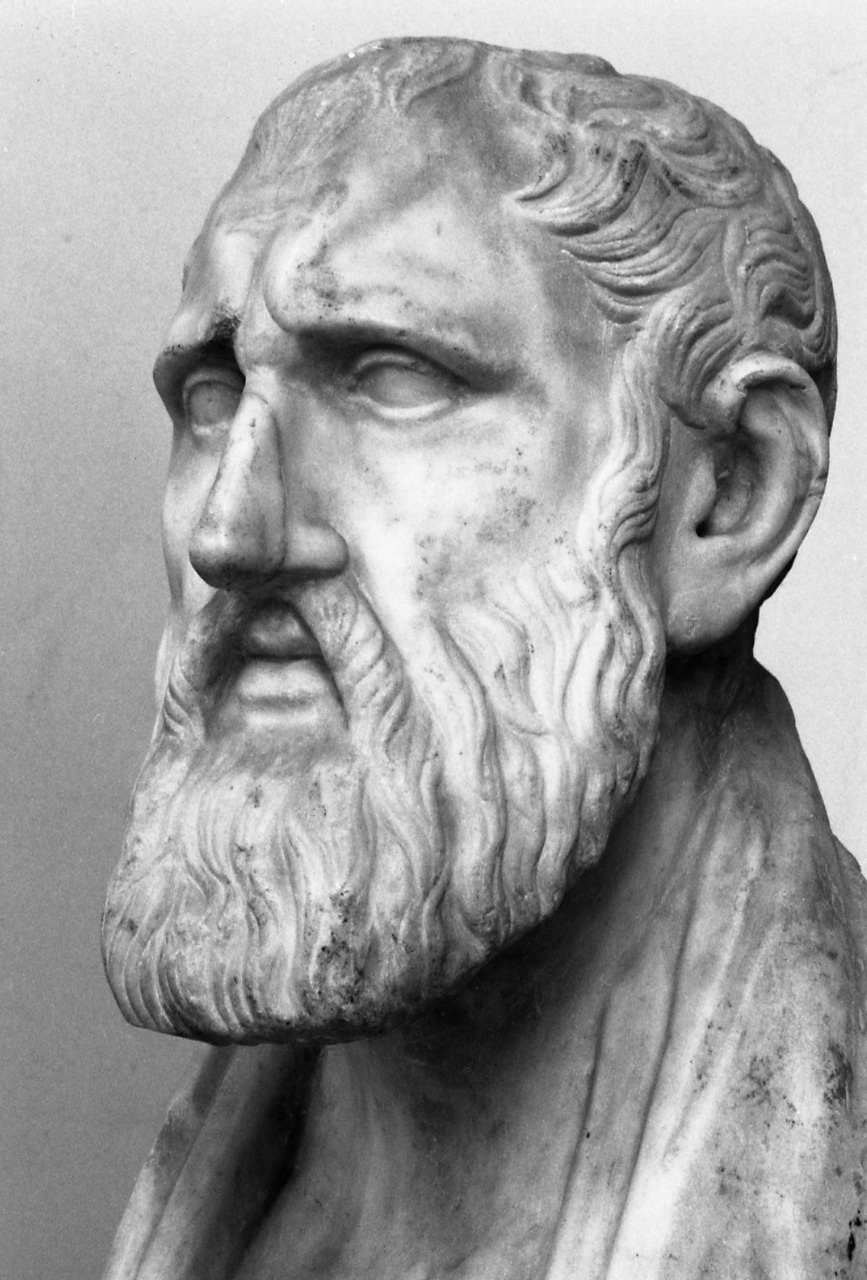
Zenone di Cizio, fondatore dello Stoicismo.

Anche Epicuro (341 a.C.-271 a.C.) ammette l'esistenza del Divino anche se nega decisamente la sua interpretazione popolare: per lui la divinità è chiaramente "un essere vivente immortale e felice", estraneo a ogni attributo affibbiatogli dagli uomini, necessariamente basato su supposizioni false. Con la Stoa, la scuola filosofica fondata da Zenone di Cizio, si affaccia il pensiero panteista monista: l'intero cosmo è costituito dalla sostanza divina e forma un tutt'uno con essa. Il monismo panteistico viene riaffermato più tardi dal neostoicismo con Marco Aurelio Antonino, e anche dagli Scettici come Pirrone.
Il neopitagorismo con Nicomaco di Gerasa riconduce, in modo allegorico, la "teologia" alla matematica, e così per Giamblico che vede nella generazione degli esseri viventi e nella strutturazione del mondo una natura ed un'origine matematica.

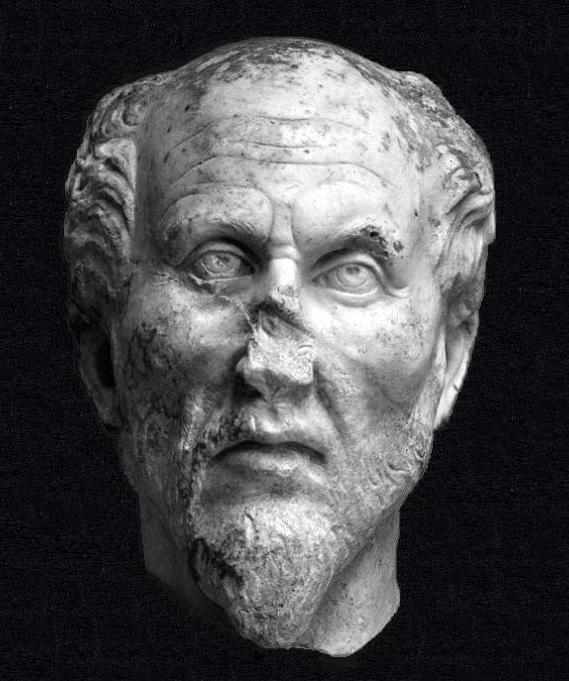
Plotino, fondatore del neoplatonismo, in un'antica scultura conservata nel Museo di Ostia antica.

Il medioplatonismo recupera l'idea platonica della trascendenza di Dio, messa in discussione dagli stoici che identificavano tutto il mondo fisico con la divinità stessa.
Con il neoplatonismo la "teologia" diviene l'elemento centrale dell'indagine filosofica.
Plotino, fondatore del Neoplatonismo, che pure si considera erede di Platone, colloca Dio al di sopra dell'Essere, inaugurandone così una nuova concezione, del tutto originale nel panorama della filosofia greca: Dio, utilizzato in vari punti come sinonimo di Uno, è ora una realtà dinamica che genera continuamente se stessa, e il suo generarsi è al contempo un produrre il molteplice. Proprio perché l'Uno non è una realtà statica e definita, non può essere compreso una volta per tutte; a Lui si può arrivare solo indirettamente, tramite quel modo peculiare di argomentare che sarà definito come teologia negativa. Il Dio di Plotino assume così due valenze, che sono il riflesso del suo procedere dialettico nelle ipostasi a lui inferiori (l'Intelletto e l'Anima): una negativa, per cui Egli ci appare totalmente trascendente e ineffabile, l'altra positiva, che lo vede immanente alle realtà da Lui generate. Plotino riprende il tema della gerarchia ontologica presente già in Platone, ma mentre quest'ultimo poneva il Bene al più alto livello dell'Essere, Plotino lo pone al di sopra dell'essere stesso.

## La teologia ebraica
L'Ebraismo incentra tutto il proprio sapere sulla rivelazione della Torah che è sapienza divina e, in quanto tale, svela la conoscenza di Dio e delle Sue modalità che si esprimono nei Tredici Attributi della Clemenza e nelle Sefirot: tutta la Torah concerne quanto Dio desidera dagli uomini ed i segni della Sua provvidenza sul Mondo e sulle Sue creature.
Come insegna Maimonide nella Guida dei perplessi è impossibile definire Dio nella Sua essenza e, in quanto Altissimo e Perfetto, ogni qualifica ne sminuirebbe la percezione infatti ogni metafora antropomorfica, ogni Attributo o aggettivo esprimono solo un aspetto di azioni particolarmente indirizzate sul Mondo Superiore o su quello Inferiore, su creature celesti o Terrene, sugli uomini, sulla Natura ed il Mondo in genere ma Egli è Onnisciente ed Onnipotente. Per i limiti intellettuali degli individui resta comunque impossibile concepire intellettualmente l'Essenza Inconoscibile di Dio.
Ricorda Luis Jacobs che la teologia ebraica si è sviluppata soprattutto con i suoi pensatori medievali ma esiste da prima in quanto tutta la Bibbia (con la sola eccezione del libro di Ester in cui il riferimento alla provvidenza divina resta celato) è scritta con riferimento a Dio, generalmente indicato con le espressioni Eloim e Jahvè.
Dio ha rivelato la Torah al popolo ebraico come atto d'amore, giustizia e salvezza: come fa notare lo stesso Jacobs, per molti ebrei gli insegnamenti biblici e del Talmud sono incentrati sui comportamenti pratici piuttosto che sulle speculazioni astratte. Per questo parlare di teologia nell'ebraismo è argomento piuttosto spinoso.
La fede religiosa chiede sempre il rispetto della Legge nell'amore e nel timore verso Dio. Oltre alla ricerca di Dio nella preghiera e nello studio, le Mizvot si fondano pertanto su ciò che Dio vuole che gli uomini compiano riconoscendovi l'importanza dell'intenzione e della volontà nell'eseguirle.
Con la distruzione del Tempio di Gerusalemme, nel mondo ebraico, nella maggior parte del periodo degli esili e della Diaspora ebraica, l'assenza storica di autorità politiche ha determinato che gran parte delle riflessioni teologiche si concentrassero, e anzi si limitassero, all'interno delle varie comunità, delle sinagoghe o all'interno di istituzioni accademiche specializzate come le Yeshivot diffondendone gli insegnamenti tra il popolo. La teologia ebraica, quando possibile, è stata storicamente molto attiva anche nel confronto interreligioso. L'analogo ebraico della discussione teologica cristiana è la discussione rabbinica sulle Leggi e sui commenti ebraici biblici.

## La teologia cristiana

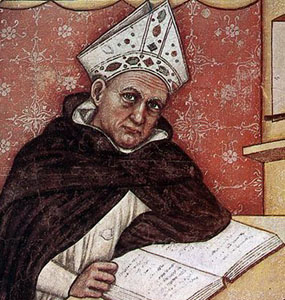
Sant'Alberto Magno, patrono dei teologi cattolici

Nel mondo cristiano la teologia è l'esercizio della ragione sul messaggio della rivelazione accolto dalla fede. Alla base c'è, dunque, il rapporto tra fede e ragione che la tradizione cattolica, ma non solo, concepisce all'insegna della complementarità. Gli apologeti cristiani definivano, infatti, la propria fede come "vera filosofia", cioè come autentica risposta alle domande filosofiche. La teologia cristiana assume comunque un'importanza fondamentale anche per gli sviluppi di tutte le forme di cultura ad esso relative. Il teologo presbiteriano di Princeton Warfield (1851-1921), grande biblista e studioso del pensiero cristiano, ha proposto una definizione poi divenuta classica: «La teologia è quella scienza che tratta di Dio e delle relazioni tra Dio e l'universo».
Il termine teologia non compare come tale nelle Sacre Scritture, sebbene l'idea vi sia ampiamente presente. Alcuni scrittori cristiani, lavorando sulla scia di quelli ellenistici, iniziano presto ad usare il termine per i loro studi. L'espressione teologia appare ad esempio in alcuni manoscritti all'inizio del libro dell'Apocalisse: ἀποκαλύψις Ἴοαννοῦ τοῦ θεόλογοῦ (apokalýpsis Ioannou tou theólogou), «Apocalisse di Giovanni il teologo».
L'idea di teologia nel senso di "organizzazione della dottrina", almeno nelle forme evolute posteriori, richiese anche l'apporto della metafisica greca, che avrebbe cominciato a nutrire l'Ebraismo già dall'inizio del I secolo attraverso Filone di Alessandria, e un secolo dopo cominciò a influenzare i primi pensatori cristiani, soprattutto Clemente Alessandrino (150-215) e Origene (185-254).
La teologia cristiana si forma poi attraverso l'opera della Patristica (III-VIII secolo), che accolse numerosi apporti della teologia di Platone e nella quale spicca Agostino d'Ippona; la Chiesa normativa (o normante) dei primi secoli getta le fondamenta della teologia successiva, che quindi si sviluppa soprattutto nel periodo della Scolastica (XI -XIV secolo) dove a prevalere è invece quella di Aristotele (per lo più letta attraverso Averroè), e trova in Tommaso d'Aquino la sua migliore espressione, con l'opera Summa Theologiae. Bonaventura da Bagnoregio e sant'Antonio da Padova si assunsero invece il compito di portare la teologia tra i francescani.
Gli influssi neoplatonici ritornano in Nicola Cusano e specialmente nella teologia di Giordano Bruno. Dio per Bruno è insieme materiale e spirituale e l'Intelligenza divina pilota tutto l'essere.
Nel mondo contemporaneo il termine teologia viene variamente qualificato con aggettivi che ne definiscono l'indirizzo. Per esempio con Teologia della liberazione si indica una corrente del pensiero cristiano tipica dell'America Latina della fine degli anni settanta che implica un forte elemento politico-sociologico di tipo populistico e comunistico.

## La teologia islamica

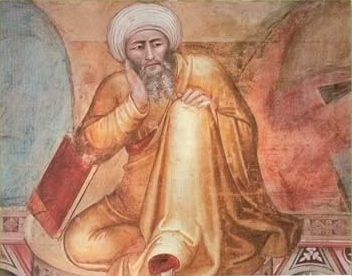
Averroè, part. del Trionfo di San Tommaso di Andrea di Bonaiuto, Cappellone degli Spagnoli di Santa Maria Novella, Firenze

La teologia nell'Islam è indicata dal termine arabo ‘ilm al-kalām (in arabo علم الكلام‎? ), anche se la parola si riferisce più appropriatamente alla cosiddetta teologia dogmatica.
In senso stretto le conoscenze teologiche possono essere acquisite solo per graziosa Rivelazione divina, che può avvenire solo per il tramite l'opera di un Profeta (nabī) e di un Inviato (rasūl), non essendo minimamente in grado l'essere umano di concepire una realtà soprannaturale infinita come quella di Dio (Allāh).
Ciò nonostante l'azione interpretativa dei dotti musulmani (ʿulamāʾ) o, più appropriatamente, mufassirūn, ha condotto a identificare taluni attributi divini (sifāt ) che sono stati pomo di profonda discordia fra i credenti, originando ad esempio la non conciliata dissidenza del mutazilismo (che peraltro riuscì ad affermarsi nel corso dei califfati di al-Ma’mūn, di al-Mu‘taṣim e di al-Wāthiq).

## Altre forme di teologia
Numerose religioni (politeistiche, monoteistiche, panteistiche e panteneistiche), hanno sviluppato ciascuna varie forme di teologia, ora su base rivelativa, ora su base ragionativa, logica e dialettica.
Nel mondo indiano il divino assume le due forme del brahman e dello ātman. In quello cinese il tao è un dio-natura panico che si esprime nella realtà nei due aspetti yin e yang. Nel mondo occidentale il concetto di Dio ha trovato espressioni e concetti svariati, e viene nominato indifferentemente come essere, logos, spirito, ragione, verità, assoluto, intelletto, sommo bene, uno, natura, tutto, necessità e così via.
Nel mondo pagano occidentale il termine θεολογια si è visto come fosse usato nella letteratura greca classica con il senso di «discorso riguardo agli dei o alla cosmologia», almeno secondo la testimonianza di Platone che fa riferimento ai racconti dei poeti come a "teologie". Seguendo la scia greca, lo scrittore latino Varrone in Antiquitates rerum humanarum et divinarum, in 41 libri, esponeva uno schema della scienza del profano e del divino che sarà mantenuta anche da Sant'Agostino nel De civitate Dei. Varrone distingueva tre forme teologiche: la "mitica" (relativa al politeismo greco), la "naturale" o "razionale", tipica degli intellettuali della classe dirigente romana, e infine la "civile" come teologia ufficiale dello stato e della politica, quella che concerne la ritualità ufficiale dell'osservanza religiosa pubblica, indipendentemente dalle credenze personali di ogni individuo della comunità.
Un caso di teologia tangente al cristianesimo è il deismo, che nasce nel '600 e si sviluppa nel '700 come forma dotta e intellettualistica di teologia. Religione razionalistica per eccellenza, il deismo si proponeva come religione alternativa al cristianesimo non tanto nei contenuti e nell'oggetto teologico, Dio, ma nel sostituire alla fede per rivelazione una fede "della ragione". Il procedimento razionalistico e logico per definire il concetto di Dio, non in quanto rivelato, ma in quanto "razionalizzato e capito", ha visto aderirvi anche personaggi come Voltaire e Rousseau. Nella prospettiva deista il cristianesimo viene considerato soltanto una forma rozza di religione "superstiziosa" e popolare. Come già aveva pensato Spinoza e spiegato nel suo Tractatus Theologico-Politicus, superandolo nell'esposizione data nella Ethica di un panteismo acosmistico e spiritualistico, dove tutta la realtà "è in Dio".
Secondo il gesuita e paleontologo Pierre Teilhard de Chardin, la teologia sarebbe stata nel periodo medievale teocentrica, per poi passare nel periodo rinascimentale ad essere antropocentrica, mentre oggi, in seguito agli ampliamenti della ricerca teologica alle nuove scoperte scientifiche, la teologia è divenuta la teologia dell'universo, che è in cammino verso il Punto Omega (Gesù Cristo). Essa quindi si deve interessare non solo dei rapporti tra Dio e l'Uomo, ma tra Dio e tutti gli esseri viventi animati (angeli, uomini, animali) che vivono nello stesso "οίκος" o casa-ambiente. Da qui sono nati l'ecoteologia e la teologia degli animali.

## Aspetti antropologici
Un modo particolare di considerare la teologia è quello antropologico; in tal caso la si guarda dall'esterno, cercando di capire le motivazioni soggettive che portano a indagare il divino, indipendentemente dai risultati a cui esse approdano. Questo approccio "critico" nei confronti della teologia fu inaugurato da Ludwig Feuerbach, il quale, esaltando l'ateismo come percorso di liberazione verso un nuovo umanesimo, individuava tuttavia nel Cristianesimo un contenuto positivo in grado di condurre alla vera essenza dell'uomo, essendo per lui il Dio cristiano nient'altro che l'«ottativo del cuore», ossia proiezione del desiderio umano; quest'ultimo andava riscoperto capovolgendo appunto la teologia in antropologia.
Altre considerazioni miranti a ridimensionare l'aspetto religioso e a porre l'antropologia al centro della teologia furono elaborate dai cosiddetti «filosofi del sospetto», in particolare Marx, Nietzsche, Freud, i quali ritenevano che ogni sorta di studio o di conoscenza su Dio andasse contestualizzata e riferita a motivazioni di carattere psichico o politico, individuale o sociale. La "scienza del divino" andava cioè destituita del suo fondamento assoluto e posta in relazione al tipo di situazione, di cultura, o al livello di sviluppo di un certo contesto.
Anche in ambito religioso, tuttavia, si è messo in luce come un approccio antropologico al problema religioso non sia da respingere, ma che anzi possa servire a distinguere e chiarificare gli aspetti più propriamente umani e terreni della teologia, tanto più in considerazione della natura storica del Dio cristiano. Il teologo cattolico Karl Rahner, ad esempio, è stato fautore di una «svolta antropologica» che conciliasse le problematicità esistenziali tipiche dell'uomo con la sua esigenza di aprirsi a Dio e all'Assoluto.